# DKW Munga

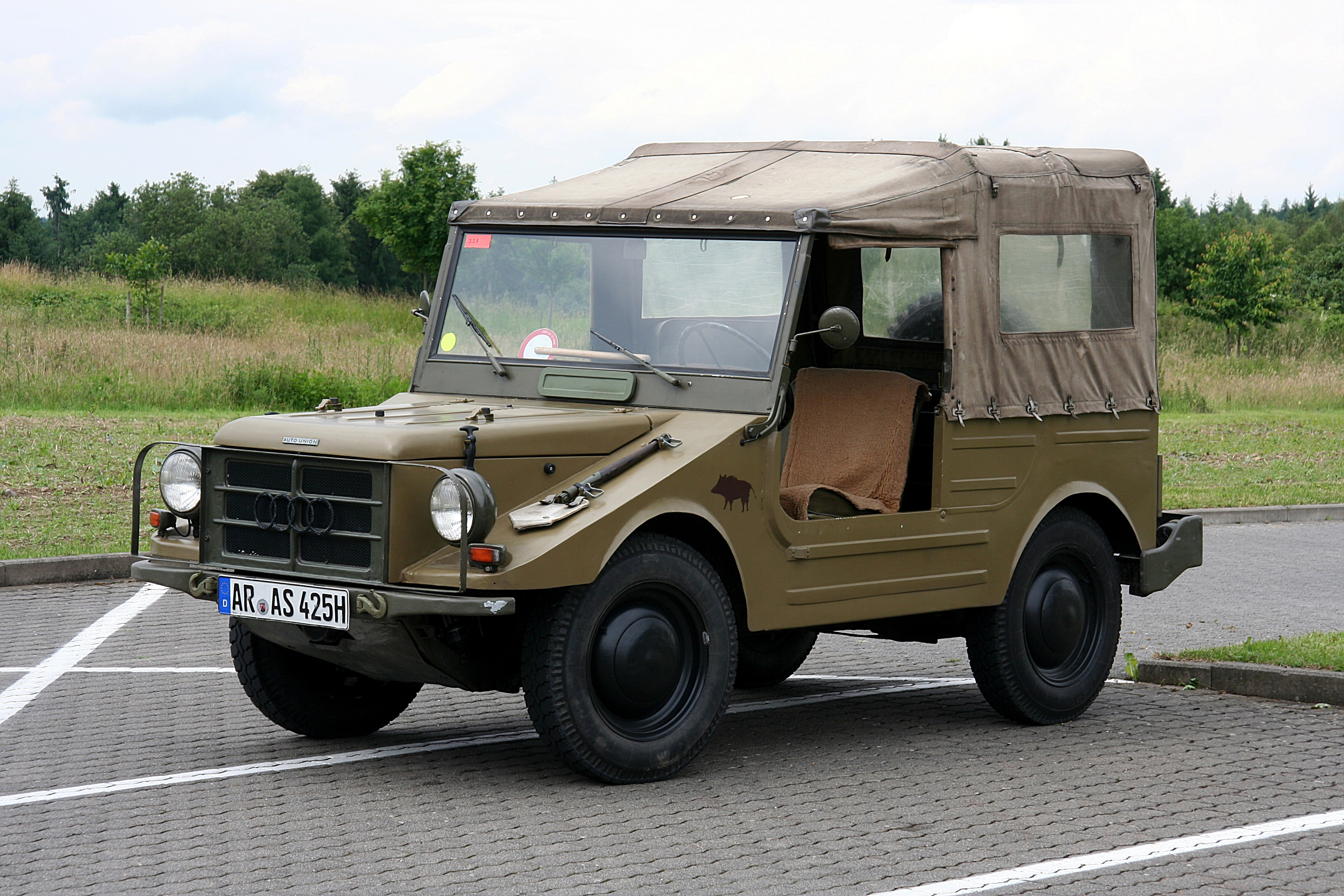
Une Auto Union Munga.

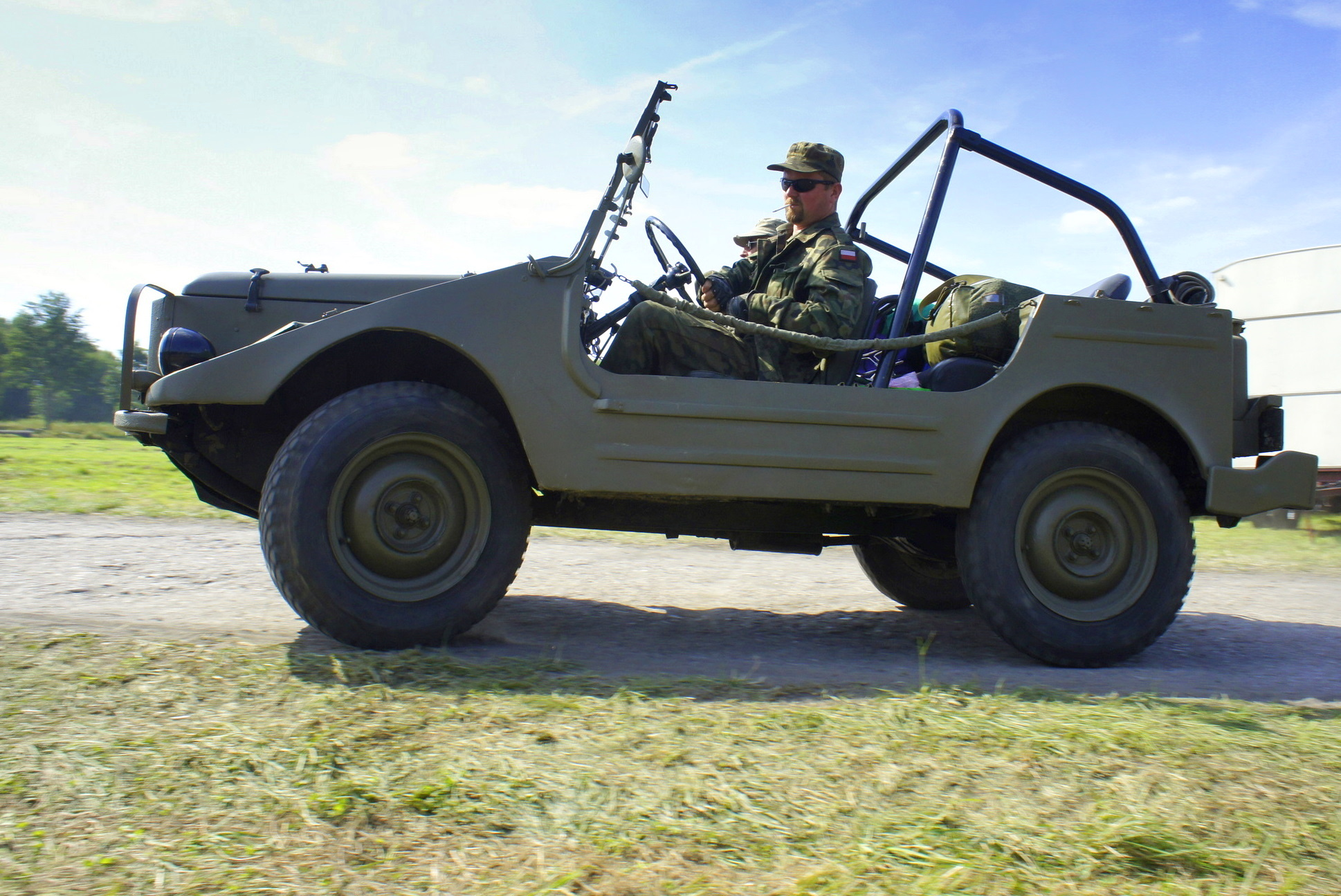
Une Munga débâchée.

La DKW Munga est un véhicule tout-terrain léger à quatre roues motrices produit en série par le constructeur allemand d'automobiles et de motocyclettes DKW-Auto Union à Ingolstadt d'octobre 1956 à décembre 1968.

## Production

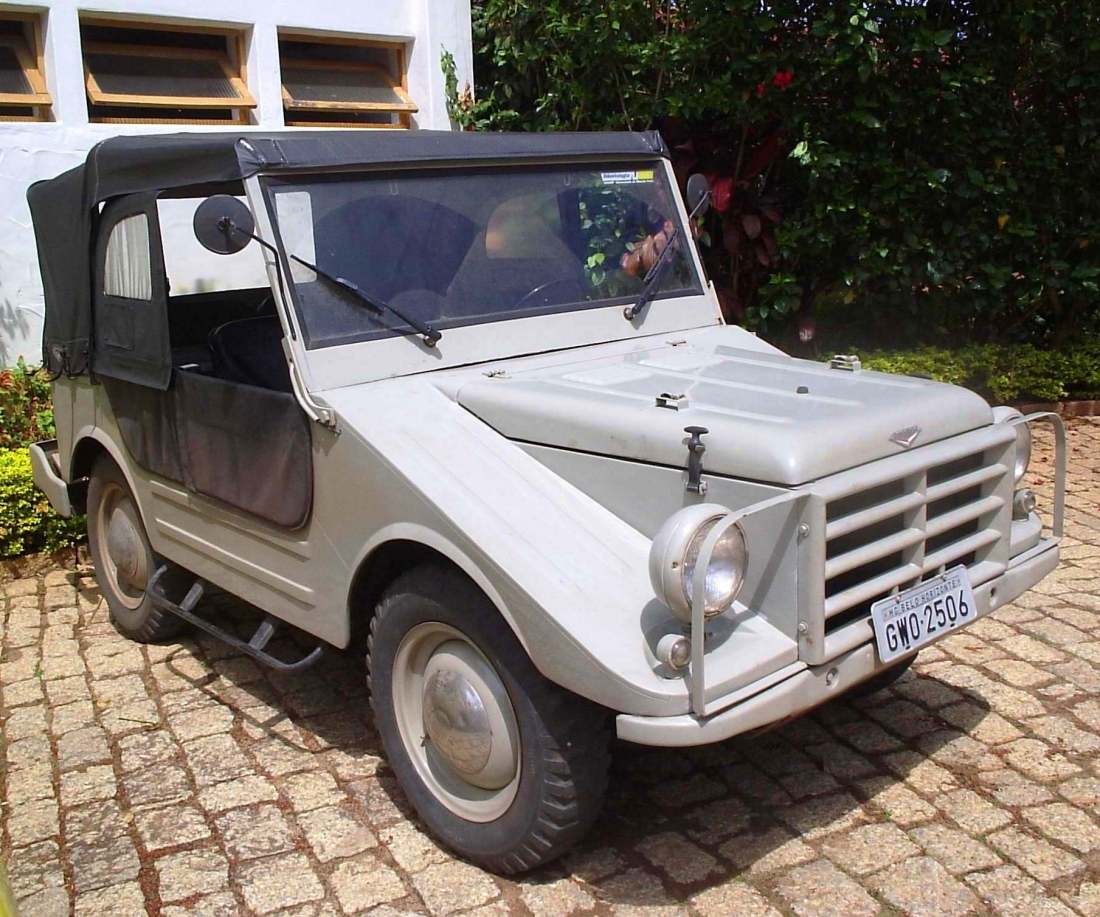
Une Candango brésilienne.

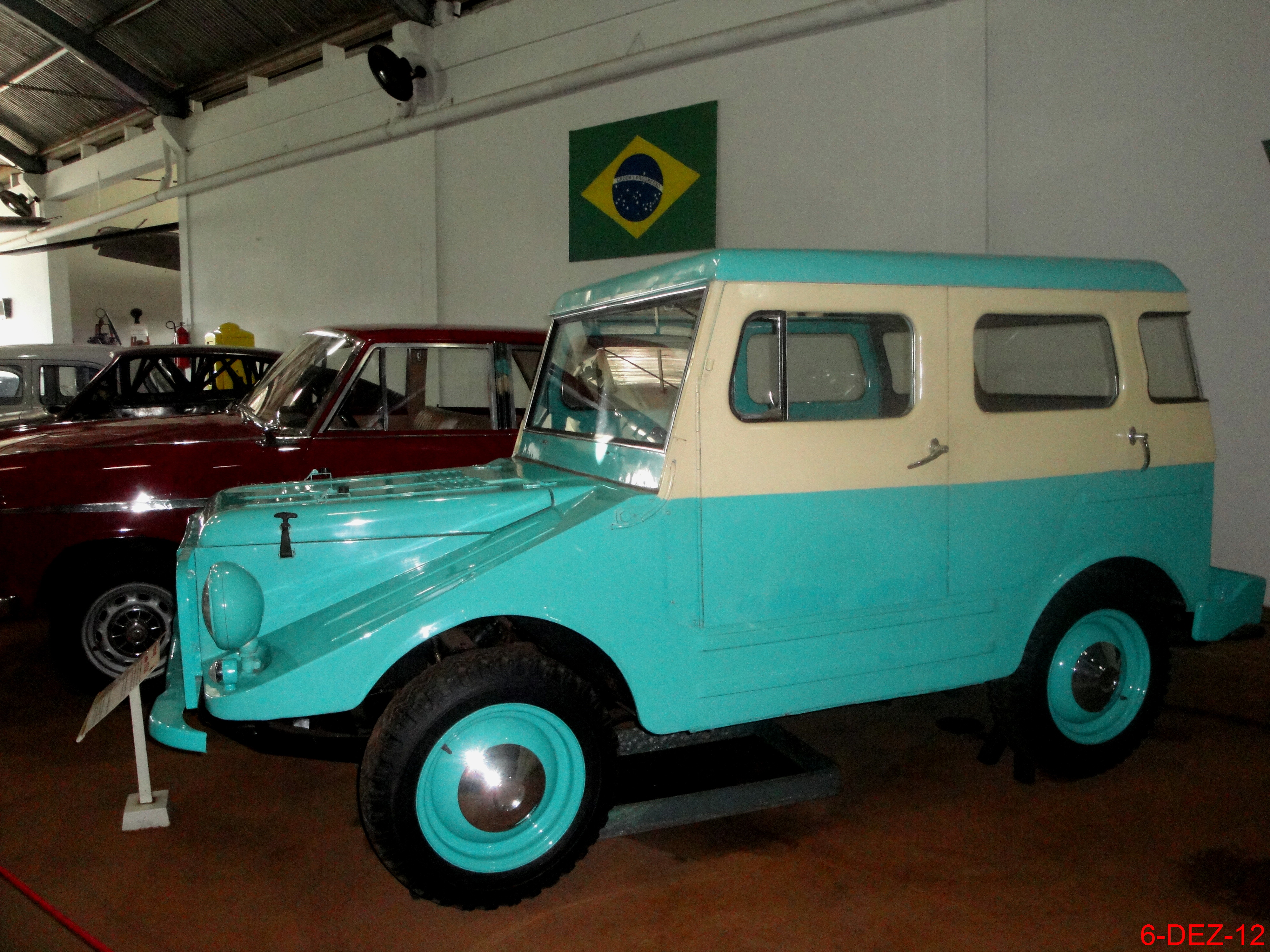
Jipe Candango 4

Environ 46 700 véhicules ont quitté les ateliers, répartis en trois types de carrosseries, auxquels s'ajoutent une production importante de pièces détachées,,,,,. D'autres ouvrages spécialisés indiquent une production totale de 55 000 unités, comprenant la production de la version brésilienne, nommée « Candango ».
Munga est l'acronyme de Mehrzweck-Universal-Geländewagen mit Allradantrieb (« véhicule tout-terrain multi-usage universel à quatre roues motrices »).
Production MUNGA totale 46 750 véhicules de 1956 à 1968 , 
| Année           | 1956 | 1957  | 1958  | 1959  | 1960  | 1961  | 1962  | 1963  | 1964  | 1965  | 1966  | 1967  | 1968  | total |
| --------------- | ---- | ----- | ----- | ----- | ----- | ----- | ----- | ----- | ----- | ----- | ----- | ----- | ----- | ----- |
| Munga           | 249  | 6.083 | 2.328 | 5.805 | 5.304 | 4.743 | 3.868 | 3.721 | 3.435 | 3.265 | 3.358 | 2.274 | 2.317 | 46750 |
| Jipe Candango 4 | 0    | 8     | 1174  | 1968  | 1977  | 868   | 386   | 20    | 0     | 0     | 0     | 0     | 0     | 6401  |
| Jipe Candango 2 | 0    | 0     | 0     | 0     | 504   | 714   | 229   | 0     | 0     | 0     | 0     | 0     | 0     | 1447  |
| total           | 249  | 6091  | 3502  | 7773  | 7785  | 6325  | 4483  | 3741  | 3435  | 3265  | 3358  | 2274  | 2317  | 54598 |

## Caractéristiques
- Moteur : 3 cylindres, 2 temps
- Cylindrée : 981 cm3
- Puissance : 44 ch
- Transmission : 4 roues motrices
- Boîte de vitesses : 4 rapports
- Poids : 1 315 kg
- Réservoir : 45 l

## Sources
- (de) Cet article est partiellement ou en totalité issu de l’article de Wikipédia en allemand intitulé « DKW Munga » (voir la liste des auteurs).